# Welke Airport
Welke Airport (FAA LID: 6Y8) är en privatägd flygplats för allmänt bruk som är belägen på Beaver Island i Charlevoix County i Michigan i nordöstra USA. Schemalagd passagerartrafik till Charlevoix Municipal Airport i Charlevoix, Michigan, tillhandahålls av Island Airways.